# Campionatul Mondial de Scrimă din 1959
Campionatul Mondial de Scrimă din 1959 s-a desfășurat în perioada 12–25 iulie la Budapesta în Ungaria.

## Rezultate

### Masculin
| Probă                 | Aur | Argint | Bronz |
| Spadă la individual   | Bruno Habarov (URS)                                                                                       | Allan Jay (GBR) | Giuseppe Delfino (ITA)                                                                                   |
| Spadă pe echipe       | Ungaria · Árpád Bárány · Tamás Gábor · István Kausz · József Sákovics                                     | Uniunea Sovietică Arnold Cernușevici Valentin Cernikov Bruno Habarov Vitali Ciodosovski Guram Kostava              | Suedia Carl von Essen Orvar Jönsson Hans Jacobson Lars-Erik Larsson Rolf Edling                          |
| Floretă la individual | Allan Jay (GBR)                                                                                           | Claude Netter (FRA)                                                                                                | Mark Midler (URS)                                                                                        |
| Floretă pe echipe     | Uniunea Sovietică Mark Midler Iuri Rudov Iuri Sisikin Gherman Sveșnikov Viktor Jdanovici                  | RFG Jürgen Brecht Timothäus Gerresheim Dieter Schmitt Jürgen Theuerkauff Manfred Urschel                           | Ungaria · Ferenc Czvikovszky · Mihály Fülöp · József Gyuricza · Jenö Kamuti · Kazmer Pacsery · Csaba Pap |
| Sabie la individual   | Rudolf Kárpáti (HUN)                                                                                      | Tamás Mendelényi (HUN)                                                                                             | Jerzy Pawłowski (POL)                                                                                    |
| Sabie pe echipe       | Polonia Emil Ochyra Jerzy Pawłowski Andrzej Piątkowski Włodzimierz Wójcicki Wojciech Zabłocki Ryszard Zub | Ungaria · Gábor Delneky · Aladár Gerevich · Zoltán Horváth · Rudolf Kárpáti · Tamás Mendelényi · József Szerencsés | Uniunea Sovietică Evgeni Cerepovski Lev Kuznețov Umiar Mavlihanov Iakov Rîlski David Tîșler              |

### Feminin
| Probă                 | Aur | Argint | Bronz                                                                   |
| Floretă la individual | Emma Efimova (URS) | Galina Gorohova (URS)                                                                                             | Tatiana Petrenko-Samusenko (URS)                                        |
| Floretă pe echipe     | Ungaria · Katalin Juhász-Nagy · Magdolna Nyári-Kovács · Ildikó Rejtő · Lídia Dömölky-Sákovics · Györgyi Marvalics-Székely | Uniunea Sovietică Galina Gorohova Emma Efimova Tatiana Petrenko-Samusenko Valentina Prudskova Aleksandra Zabelina | RFG Helmi Höhle Helga Volz-Mees Heidi Schmid Rosemarie Weiß-Scherberger |

## Clasament pe medalii
| Loc | Țară              | Aur | Argint | Bronz | Total |
| --- | ----------------- | --- | ------ | ----- | ----- |
| 1   | Uniunea Sovietică | 3   | 3      | 3     | 9     |
| 2   | Ungaria           | 3   | 2      | 1     | 6     |
| 3   | Regatul Unit      | 1   | 1      | 0     | 2     |
| 4   | Polonia           | 1   | 0      | 1     | 2     |
| 5   | Franța            | 0   | 1      | 1     | 2     |
| 5   | RFG               | 0   | 1      | 1     | 2     |
| 7   | Italia            | 0   | 0      | 1     | 1     |